# 赤舌日
赤舌日（しゃくぜつにち）とは、（貴族や民間の風習において）陰陽道の羅刹神が支配する日であり、転じて不吉とされる日である。
陰陽道においては赤舌神（太歳神の王都の西門の番神）が六鬼の鬼神を使役し、それを六日周期で一鬼ずつ遣わして守護せらるという。
赤舌神が使役する六鬼の鬼神（六大鬼）
一番目の鬼神：明堂神（みやうだうしん・みょうどうしん）
二番目の鬼神：地荒神（ちくわうしん・ちこうしん）
三番目の鬼神：羅刹神（らせつしん）
四番目の鬼神：大澤神（だいたくしん）
五番目の鬼神：白道神（びやくだうしん・びゃくどうしん）
六番目の鬼神：牢獄受神（らうごくじゆしん・ろうごくじゅしん）
さようの日のうち、使役する鬼神の一鬼(三番目の羅刹神)が横暴であるため、転じて六日ごとに訪れるその日は結婚や祝い事などの行事はしない方が良いとされる。特に平安時代に仏僧から広まり、流行した。現在はこの赤舌日を意識することはあまりなく、このような日があることを知らない人が大半である。
兼好法師が徒然草第91段で赤舌日について書いている。
赤舌日といふこと、陰陽道(おんやうだう)には沙汰なき事なり（陰陽道では問題にしないことだ）。《以下略》
兼好法師は「吉日に惡をなすに必ず凶なり。惡日に善をおこなふに、必ず吉なり。」と自身の無常観にからめて赤舌日を忌む当時の風習を批判したのである。
現在の民間での六曜信仰に、赤口日とともになんらかの形で影響したと考えられている。